# Атентат в Диква
Атентатът в Диква е бомбена атака в Диква, Нигерия на 9 февруари 2016 г. Жертвите са около 60 убити и над 78 ранени души.
Съобщава се, че нападенията са извършени в североизточния щат Борно, в лагер, в който са настанени хора, напуснали домовете си поради терора. Лагерът се намира на около 80 – 90 километра северно от столицата на щата – Майдугури. Според нигерийските служби за сигурност, атаката е извършена от две жени от радикалната ислямистка групировка Боко Харам, които са се взривили.